# Fredrik Christian Emil Børgesen
Fredrik Christian Emil Børgesen ( 1866 - 1956) fue un profesor, botánico, algólogo, y briólogo danés. Se graduó en botánica en la Universidad de Copenhague y fue empleado posteriormente como asistente en el "Museo Botánico de Dinamarca", de 1893 a 1900. Su tesis doctoral versó sobre las algas marinas de las islas Feroe (1904). Luego, fue bibliotecario en la Biblioteca de la Jardín Botánico de la Universidad de Copenhague, de 1900 a 1935.
Børgesen realizó investigaciones sobre algas marinas, e.g. alrededor de India, Mauricio, islas Canarias, Antillas.

## Honores

### Epónimos
Fanerógamas
- (Polygonaceae) Coccoloba borgesenii O.C.Schmidt[1]

Algas
- (Hypneaceae) Hypnea boergesenii
- (Phaeophyceae) Padina boergesenii

## Algunas publicaciones
- Børgesen, F. & Paulsen, O. 1898. Om Vegetationen paa De dansk-vestindiske Øer. København: Nordisk Forlag. 114 pp.[2]
Esta obra es el resultado de estudios conducidos durante la expedición a Venezuela y a las Antillas organizadas por Eugen Warming 1891-1892. La obra entera tiene un distintivo carácter "warmingiano", organizada, ya que es de acuerdo a tipos de vegetación (flora halófita, flora psamófita, etc.) y con descripciones (incl. dibujos a la línea) de morfología de hojas y de tallos, en relación con el hábitat. Børgesen y Paulsen fueron estudiantes de Eugen Warming. Más tarde, los dos siguieron su propio camino, sobre todo en ficología y biología marina
- Botany of the Færöes
Esos tres artículos fueron más tarde reimpreso en un volumen:[3]
  - Børgesen, F. 1903. Marine algæ. In Vol. II, pp. 339-532. Copenhague & Londres
  - Børgesen, F. 1908. The algæ-vegetation of the Færöese coasts, with remarks on the phyto-geoography. In Vol. III, pp. 683-834. Copenhague & Londres.[4]
  - Børgesen, F. & Jónsson, H. 1908. The distribution of the marine algæ of the Arctic Sea and of the northernmost part of the Atlantic. In Vol. III Apéndice pp. i-xxviii
- Børgesen, F. 1904. "Om Algevegetationen ved Færøernes Kyster". Gyldendalske Boghandel, Copenhague. Disertación doctoral, Universidad de Copenhague
- Børgesen, F. & Raunkiær, C. 1918. Mosses and Lichens collected in the former Danish West Indies. Dansk Botanisk Arkiv 2(9) :1-18
- Børgesen, F. 1913-14. The marine Algæ of the Danish West Indies, Vol I. Chlorophyceæ and Phæophyceæ. Dansk Botanisk Arkiv 1(4) & 2(2). 226 pp.
- Børgesen, F. 1915-20. The marine Algæ of the Danish West Indies, Vol. II. Rhodophyceæ; with addenda to the Chlorophyceæ, Phæophyceæ and Rhodophyceæ. Dansk Botanisk Arkiv 3. 504 pp.
- Børgesen, F., Emilio Abad Ripoll. 2007. La vegetación de las Islas Canarias. Volumen 35 de Escala en Tenerife. Ed. Idea. 264 pp. ISBN 8483820331

- La abreviatura «Børgesen» se emplea para indicar a Fredrik Christian Emil Børgesen como autoridad en la descripción y clasificación científica de los vegetales.[5]